# Nancy Lynch
Nancy Ann Lynchová (* 19. leden 1948, Brooklyn, New York, New York, USA ) je americká informatička a profesorka na MIT. Zabývá se především distribuovanými systémy a distribuovanými algoritmy. Je držitelkou několika vědeckých ocenění, například Knuthovy ceny (2007) nebo Dijkstrovy ceny (2001 a 2007).